# Ethusidae
Famille
Les Ethusidae sont une famille de crabes. Elle comporte 80 espèces actuelles et cinq fossiles dans quatre genres. Elle était auparavant considérée comme Ethusinae dans les Dorippidae.

## Liste des genres
- Ethusa Roux, 1830
- Ethusina Smith, 1884
- Parethusa Chen, 1997
- Serpenthusa Naruse, Castro & Ng, 2009

## Référence
- Guinot, 1977 : Propositions pour une nouvelle classification des Crustacés Décapodes Brachyoures. Comptes rendus hebdomadaires des séances de l’Académie des sciences, ser. D, vol. 285, p. 1049–1052.

## Sources
- Ng, Guinot & Davie, 2008 : Systema Brachyurorum: Part I. An annotated checklist of extant brachyuran crabs of the world. Raffles Bulletin of Zoology Supplement, n. 17 p. 1–286.
- De Grave & al., 2009 : A Classification of Living and Fossil Genera of Decapod Crustaceans. Raffles Bulletin of Zoology Supplement, n. 21, p. 1-109.